# Spóźniony bohater
Spóźniony bohater – amerykański dramat wojenny z 1970 roku.

## Główne role
- Michael Caine  – Szeregowy Tosh Hearne
- Cliff Robertson – Porucznik Sam Lawson
- Ian Bannen – Szeregowy Jock Thornton
- Harry Andrews – Pułkownik Thompson
- Ronald Fraser – Szeregowy Campbell
- Denholm Elliott – Kapitan Hornsby
- Lance Percival – Kapral McLean
- Percy Herbert – Sierżant Johnstone
- Henry Fonda – Kapitan John G. Nolan
- Ken Takakura – Major Yamaguchi

## Fabuła
Rok 1942. Oddziały japońskie i brytyjskie okupują Nowe Hybrydy na Pacyfiku. Brytyjski patrol otrzymuje zadanie przejęcia japońskiej stacji nadawczej i nadania stamtąd fałszywych komunikatów. Na czele oddziału staje pułkownik Thompson. Żołnierzem, od którego zależy powodzenie misji, jest porucznik Sam Lawson – Amerykanin, który biegle mówi po japońsku. Podczas wykonywania zadania towarzyszą mu szeregowiec Tosh Hearne, który jest z nim w konflikcie, oraz nierozgarnięty kapitan Hornsby. Podczas misji Hearne i Lawson odkryją, że więcej ich łączy niż dzieli.